# Protestas por la muerte de Mahsa Amini
Las protestas por la muerte de Mahsa Amini fueron una serie de manifestaciones en Irán que comenzaron el 14 de septiembre de 2022 tras el deceso de Mahsa Amini, quien murió tras ser detenida y golpeada por las Patrullas de Guía, que son la policía religiosa islámica de Irán.
Las protestas comenzaron en las ciudades de Saqqez, Sanandaj, Divandarreh, Baneh y Bijar en la provincia de Kurdistán, y luego se extendieron a otras partes de Irán. Estas protestas se extendieron rápidamente después de un día y las ciudades de Teherán, Hamedan, Mashhad, Sabzevar, Amol, Isfahán, Kerman, Shiraz, Tabriz, Rasht, Sari, Karaj, Tonekabon, Arak, Ilam y muchas otras ciudades se unieron a estas protestas. Hasta principios de 2023, se estiman 66 miembros de las fuerzas de seguridad y 516 manifestantes muertos (incluidos 70 niños) y más de 19 200 personas arrestadas.

## Trasfondo
Las protestas iraníes contra el hiyab obligatorio comenzaron en 2017. Mahsa Amini era una mujer iraní kurda de 22 años que fue arrestada por la Patrullas de Guía el 14 de septiembre de 2022 debido a un "hiyab inadecuado". Sufrió muerte cerebral debido a una lesión en el cráneo después de haber sido presuntamente golpeada. Murió dos días después, el 16 de septiembre. Después de su funeral, se realizaron protestas en diferentes partes de Irán. Posteriormente se convocó una huelga nacional desde la provincia de Kurdistán hasta Teherán el 18 de septiembre. Los partidos del Kurdistán iraní y los activistas civiles y políticos del Kurdistán declararon el lunes un día de huelga general.

### Muerte de Mahsa Amini
Mahsa Amini, una mujer kurda iraní de 22 años, fue arrestada por la Patrulla de Orientación el 14 de septiembre de 2022 debido a un "hijab inadecuado". Se acusó a la policía de golpearla y causarle una lesión mortal en la cabeza;  Amini fue declarado muerto el 16 de septiembre. Después de que una tomografía computarizada confirmara que Amini había sufrido lesiones en la cabeza, el jefe de la Patrulla de Orientación fue supuestamente suspendido, una afirmación que fue negada por la policía de Teherán.

## Cronología
Horas después de la muerte de Mahsa Amini, un grupo de personas se reunió para protestar contra su presunto asesinato cerca del Hospital Kasra, lugar en el que murió Amini, y corearon consignas como "muerte al dictador", "La Patrulla de Guía es un asesino", "Mataré, Mataré al que mató a mi hermana”, “Lo juro por la sangre de Mahsa, Irán será libre”, “Jamenei es un asesino, su gobierno no es válido”, y “Opresión contra las mujeres desde Kurdistán hasta Teherán”. Estas protestas fueron respondidas con la represión y el arresto de los manifestantes. Varias mujeres se quitaron y quemaron sus velos en respuesta al ataque de las fuerzas de contrainsurgencia y corearon el lema "Shameless Daesh". Algunas personas tocaron la bocina de sus autos en las calles como protesta. Otra protesta contra las leyes sobre el uso obligatorio del hiyab tuvo lugar esa noche en la Plaza Argentina de Teherán. Los manifestantes corearon consignas contra el presidente de Irán y las leyes sobre el uso obligatorio del hiyab. Los vídeos publicados de la noche muestran el arresto violento de algunos de los manifestantes.

## Acciones realizadas por los manifestantes
Los manifestantes han realizado reuniones pequeñas y de rápida convocatoria. Los conductores han bloqueado las calles con sus automóviles para frenar a las fuerzas de seguridad; las carreteras también han sido bloqueadas por contenedores de basura o incluso coches de policía volcados. Las fuerzas de seguridad en motocicletas cortaron el tráfico y los pasajeros dispararon contra los manifestantes. En algunos casos, las fuerzas de seguridad utilizaron bolas de pintura para marcar a los manifestantes; algunos manifestantes empacaron ropa extra para reemplazar la ropa pintada, usaron máscaras para evitar ser identificados o desmantelaron las cámaras de seguridad pública. Las protestas simbólicas han incluido mujeres que se deshacen y queman sus hijabs o se cortan el cabello en público. Dado que los turbantes se consideran un símbolo del régimen, algunos activistas se dedicaron a "tirar turbantes" (quitarles los turbantes a los clérigos iraníes "privilegiados" en la calle y huir); reformadores como Ahmad Zaidabadi criticaron la tendencia y dijeron que la práctica puede acosar a los académicos no involucrados.

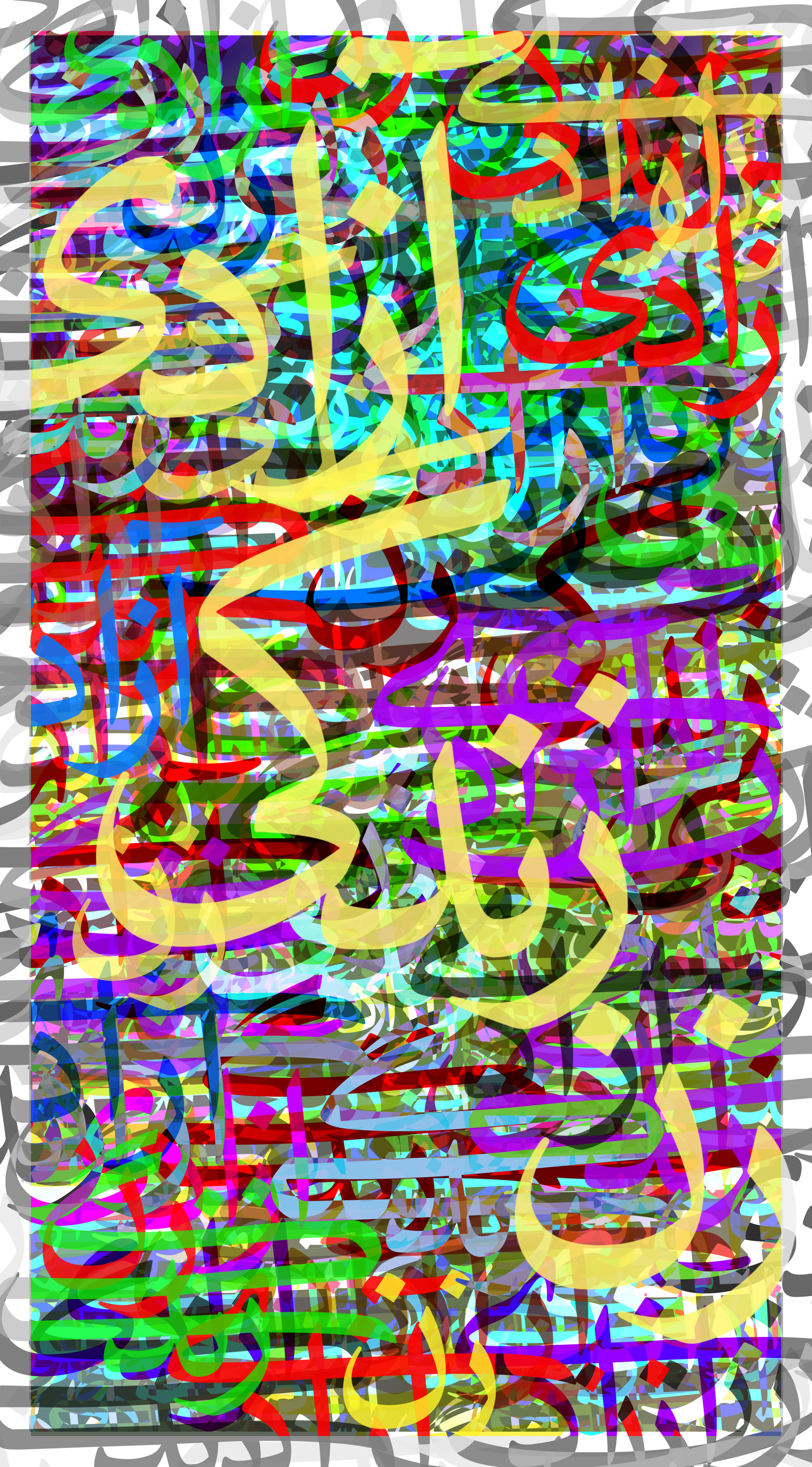
"Mujer, vida, libertad"; Una de las principales consignas de los manifestantes

### Acciones civiles
Algunos docentes y profesores universitarios declararon su apoyo al movimiento estudiantil boicoteando las clases o renunciando. Estas instituciones incluyeron Nasrollah Hekmat (Universidad Shahid Beheshti), Ammar Ashoori (Universidad Islámica Azad), Lili Galehdaran (Universidad de Arte Shiraz) y Gholamreza Shahbazi (Universidades Art y Soureh), junto con Alireza Bahraini, Shahram Khazaei y Azin Movahed (Universidad Sharif de Tecnología, Teherán).

### Consignas
Los manifestantes utilizaron eslóganes y pancartas que criticaban directamente al gobierno de la República Islámica de Irán y Khamenei. Los manifestantes mostraron una fuerte oposición a las violaciones de derechos humanos perpetradas por la Patrulla de Orientación de Irán. "Mujer, vida, libertad" (persa: زن، زندگی، آزادی, romanizado: Zan, Zendegī, Āzādī, kurdo: ژن، ژیان، ئازادی, romanizado: Jin, Jiyan, Azadî) es el lema característico de las protestas.

## Respuestas del gobierno de Irán
El gobierno buscó evitar que los manifestantes se coordinen y se unan bajo un liderazgo unificado. Debido a que históricamente algunos militares profesionales han desobedecido las órdenes de atacar a su propio pueblo (por ejemplo, durante el golpe soviético de 1991), Irán prefiere confiar en el Basij para hacer cumplir el orden interno contra los manifestantes. Con el apoyo tecnológico de China y Rusia, Irán mantiene la capacidad de cerrar los servicios de Internet y telefonía celular. Si los manifestantes traen teléfonos y no desactivan el rastreo, el gobierno tiene la posibilidad de rastrear e identificar a los manifestantes a través del GPS de los teléfonos. Irán supuestamente utiliza ambulancias como transporte encubierto para trasladar a las fuerzas de seguridad y secuestrar a los manifestantes. Las entrevistas de CNN han acusado a Irán de tácticas como confesiones forzadas, amenazas a familiares no involucrados y tortura, incluidas descargas eléctricas, ahogamiento controlado y simulacros de ejecución.
Según testimonios y videos de las redes sociales, las autoridades iraníes han cometido actos de violencia sexual contra los manifestantes. Una investigación de CNN pudo corroborar varios relatos de este tipo, incluido el caso de una disidente política que fue brutalmente violada bajo custodia. En diciembre de 2022, el gobierno de Irán anunció que ha condenado a pena de muerte por ahorcamiento a un manifestante después de que este hirió de muerte a un policía durante las protestas.
El futbolista Amir Nasr-Azadani fue condenado a muerte por apoyar las manifestaciones posteriormente conmutada a 26 años.

### Censura de Internet
A partir del 19 de septiembre, el gobierno iraní ha bloqueado el acceso a servicios específicos de Internet y ha cerrado repetidamente Internet y las redes de telefonía celular en parte y por completo, para evitar que las imágenes y los videos de las protestas lleguen a una audiencia mundial y para impedir que los manifestantes se organicen de manera efectiva.  Según el grupo de monitoreo de Internet NetBlocks, estas son "las restricciones de Internet más severas desde la masacre de noviembre de 2019", cuando durante las protestas de 2019-2020 Internet se cerró por completo durante una semana, y 1.500 manifestantes fueron asesinados por las fuerzas gubernamentales. Los apagones durante las protestas actuales han sido más cortos y menos generalizados que el apagón de 2019, y son altamente perjudiciales, pero ampliamente eludidos. Los iraníes han estado saltando entre servicios dependiendo de lo que funciona actualmente.
A pesar de los apagones de Internet en todo el país, algunos videos de los eventos se distribuyeron internacionalmente. Un pequeño grupo de personas de dentro y fuera de Irán ejecuta la cuenta de Instagram 1500tasvir, que, a partir de octubre de 2022, tenía más de 450.000 seguidores.  El grupo declaró que en días típicos recibían más de 1.000 videos y publicaban docenas. Publicaron videos en sus cuentas de Twitter. Un miembro del equipo de 1500tasvir describió el impacto de los cierres de Internet como "extraordinario" e impactando negativamente las protestas, diciendo que "Cuando [puedes] .. ver a otras personas sentir lo mismo, te vuelves más valiente" pero "Cuando se corta Internet... te sientes solo". IranWire y Radio Zamaneh, medios periodísticos exiliados, recopilan información de Irán y han aumentado drásticamente las audiencias iraníes en línea desde que comenzaron las protestas También transmiten por satélite.

### Reconocimiento facial
En el primer uso potencial de la tecnología de reconocimiento facial para hacer cumplir los códigos de vestimenta religiosa, algunas mujeres involucradas en las protestas han recibido citaciones por violación del hijab por correo sin ninguna interacción previa con los agentes de la ley. Las autoridades iraníes pueden haber probado la tecnología ya en 2020, cuando las mujeres recibieron advertencias a través de mensajes de texto SMS si no llevaban un hijab dentro de los vehículos motorizados.

## Detenciones y condenas a muerte
Cientos de mujeres han sido detenidas y maltratadas por las autoridades. Las autoridades recurrieron a la tortura y los malos tratos para obtener confesiones falsas de manifestantes que habían sido detenidos.  A partir del 13 de octubre de 2022, más de mil personas han sido arrestadas, según las noticias estatales iraníes. Según el Comité para la Protección de los Periodistas, al menos cuarenta periodistas han sido detenidos.  Fuentes anónimas citadas por CBS News han declarado que muchos manifestantes se niegan a buscar asistencia médica debido a un temor razonable de encarcelamiento.
El 1 de noviembre se informó de que Irán había acusado a unas mil personas en Teherán por su presunta participación en las protestas y estaba celebrando juicios públicos contra los acusados. Sin embargo, los informes de la agencia de noticias alineada con el estado ISNA afirmaron que solo 315 personas fueron acusadas en Teherán y más de 700 acusadas en otras provincias.  Una red informal de activistas dentro de Irán, denominada Comité de Voluntarios para el Monitoreo de la Situación de los Detenidos, ha alegado que hasta el 30 de octubre las agencias de inteligencia informaron del arresto de 130 defensores de los derechos humanos, 38 defensores de los derechos de las mujeres, 36 activistas políticos, 19 abogados y 38 periodistas junto con manifestantes ciudadanos. La organización también dio a conocer un recuento adicional de 308 estudiantes universitarios y 44 menores de edad que habían sido detenidos por las fuerzas iraníes.

### Ejecuciones
La primera ejecución de las protestas de Mahsa Amini tuvo lugar el 8 de diciembre de 2022, cuando Irán ejecutó a Mohsen Shekari, de 23 años, acusado de bloquear una carretera y usar un machete para herir a un agente de policía, acusado de moharebeh. El director de Derechos Humanos de Irán, Mahmood Amiry-Moghaddam, calificó el juicio de Shekari como un "juicio espectáculo sin el debido proceso". El 12 de diciembre de 2022, Irán ahorcó públicamente a un segundo manifestante, Majidreza Rahnavard. Irán continuó con las ejecuciones en el nuevo año después de que otros dos hombres, Mohammad Mehdi Karami y Seyyed Mohammad Hosseini, fueran ahorcados el 7 de enero de 2023, en relación con el presunto asesinato de un paramilitar Basij durante las protestas.

### Intoxicaciones alimentarias en Universidades
Según los informes, más de 1.200 estudiantes universitarios iraníes en seis universidades fueron envenenados con vómitos, alucinaciones y fuertes dolores corporales antes de asistir a las protestas contra el régimen en todo el país. Los videos publicados en línea mostraron a los estudiantes arrojando su comida de cantina a las calles en protesta. El Ministerio de Ciencia iraní culpó de las enfermedades a la intoxicación alimentaria, pero el sindicato de estudiantes afirmó que las experiencias pasadas en la universidad de Isfahan y la repentina falta de electrolitos en las clínicas universitarias sugerían que el régimen estaba tratando deliberadamente de frustrar las protestas. Los iraníes pidieron un período de tres días de huelgas y protestas nacionales que comenzarán el 7 de diciembre.

### Sospecha de intoxicación en colegios iraníes
los envenenamientos en las escuelas de irán son una serie de incidentes deliberados y sucesivos durante los cuales las estudiantes de docenas de escuelas en Irán han sido envenenadas de manera sospechosa. Estos eventos comenzaron el 30 de noviembre de 2022 en una escuela secundaria para niñas en Qom. Desde esa fecha, cientos de estudiantes han sido envenenados en 60 escuelas de Qom, que en su mayoría eran escuelas primarias y secundarias de niñas.
Estos incidentes no se limitan a Qom y su alcance se ha extendido a otras ciudades como Borujerd, Sari, Ardabil y Teherán. La mayoría de estudiantes eran niñas, en un puñado de casos también se informó de envenenamiento en las escuelas de niños. A estos ataques se atribuyó la muerte de una niña Qomi. Hasta el siete de marzo, más de 800 personas fueron intoxicadas en escuelas en los últimos tres meses. Dos de ellas son docentes y más de 650 alumnas y algunos alumnos. Las investigaciones sobre la forma de intoxicación no han dado resultados concluyentes. Se ha especulado sobre las huellas de sectas religiosas reaccionarias, talibanes y milenaristas (creyentes en la cercanía de la Segunda Venida), todas ellas en contra de la educación de las niñas de diversas formas.

## Reacciones

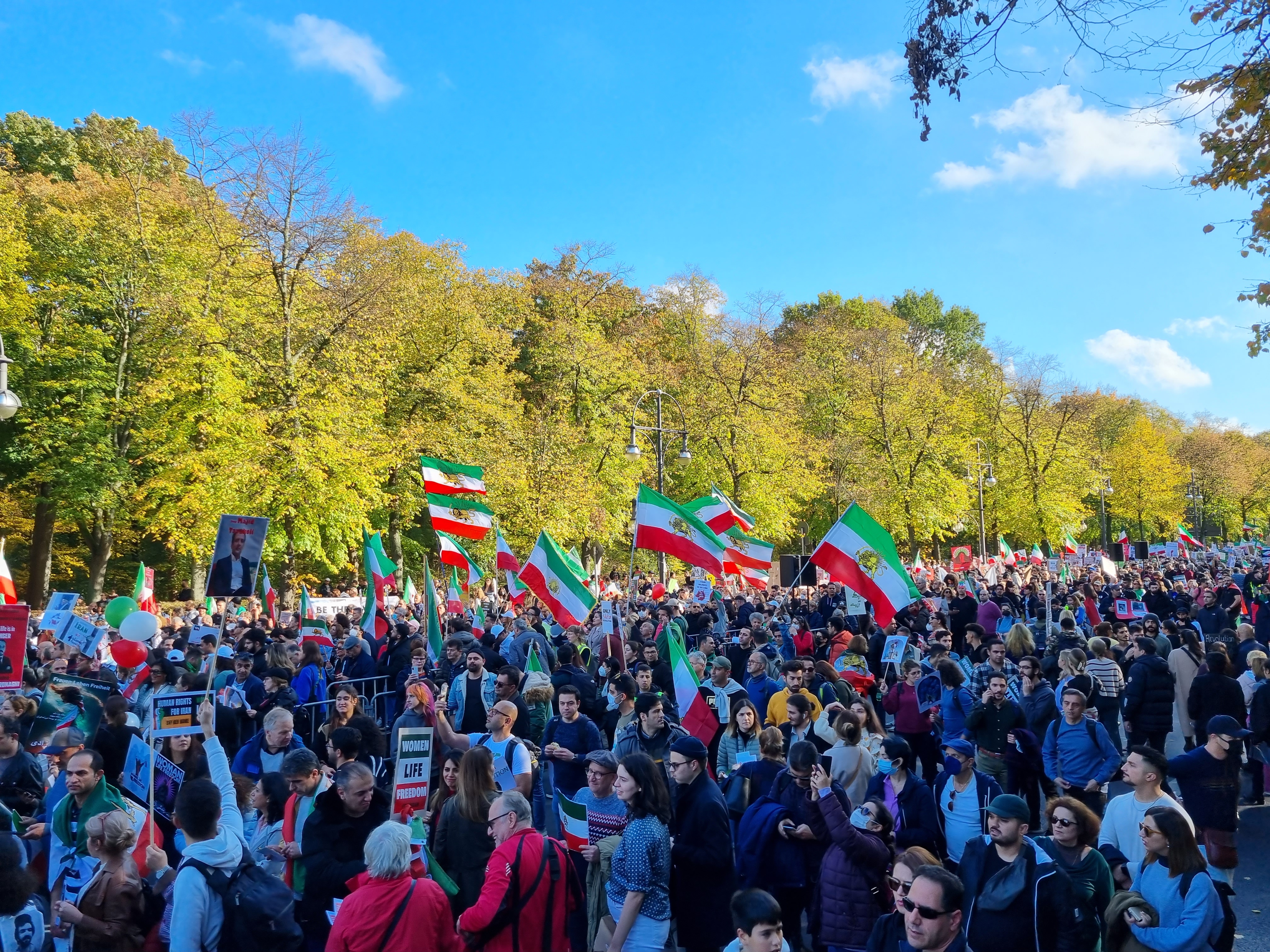
Una protesta solidaria en Alemania el 22 de octubre de 2022.

El 22 de septiembre, la corresponsal internacional en jefe de CNN, Christiane Amanpour, tenía previsto entrevistar al presidente iraní, Ebrahim Raisi, en la ciudad de Nueva York, luego de su aparición en la asamblea general de las Naciones Unidas. Amanpour planeó hablar con el presidente Raisi sobre varios temas internacionales, incluida la muerte de Mahsa Amini y las protestas relacionadas. La entrevista tan esperada habría sido la primera vez que Raisi hablara con los medios estadounidenses en suelo estadounidense. Cuarenta minutos después de que comenzara la entrevista y antes de que llegara Raisi, un asistente del líder iraní hizo una solicitud de última hora y afirmó que la reunión no se llevaría a cabo a menos que la periodista usara un velo, refiriéndose a "la situación en Irán" y llamándolo "una cuestión de respeto". Amanpour respondió que no podía estar de acuerdo con la "condición inesperada y sin precedentes" y luego reflexionó sobre la situación y dijo que cuando realizaba entrevistas fuera de Irán, "ningún presidente iraní me ha pedido que use un pañuelo en la cabeza".
- India: Varias mujeres iraníes que vivían en la India se manifestaron contra el gobierno iraní y quemaron sus hijabs como señal de protesta.[47]

- México: En México mujeres iraníes y mexicanas se manifestaron en la embajada de Irán por la muerte de Mahsa Amini.[48][49]
- Chile:“Mujer, vida, libertad” fue la consigna que esgrimieron frente a la embajada iraní en Santiago de Chile, donde se congregaron decenas de organizaciones para manifestar su repudio y entregar una carta al embajador.[50]
- Turquía: Manifestaciones tuvieron lugar en varias ciudades turcas, incluida una protesta de un grupo de iraníes frente al consulado iraní en Estambul.[51]

Durante el primer partido disputado por la Selección varonil de Irán en el Campeonato Mundial de Catar 2022, los jugadores se abstuvieron de cantar el himno nacional, en apoyo a las protestas. Debido a la lucha de las mujeres por sus derechos, la revista TIME nombró a las mujeres de Irán "Heroínas del año".

### Internacional
Alemania: La ministra de Relaciones Exteriores, Annalena Baerbock, dijo en una entrevista a Bild am Sonntag el 9 de octubre que "aquellos que golpearon a mujeres y niñas (iraníes) en la calle, que secuestran, encarcelan arbitrariamente y condenan a muerte a personas que no quieren nada más que vivir libres, están en el lado equivocado de la historia".  Baerbock también dijo que Alemania apoyaría que la Unión Europea congelara los activos de los funcionarios iraníes responsables de la represión policial.
 Argentina: La Cámara de Diputados aprobó por unanimidad una resolución que expresa su apoyo a las mujeres iraníes contra "la opresión, las violaciones de los derechos humanos y la grave represión implementada". En las Naciones Unidas, Argentina votó a favor de expulsar a Irán de la Comisión de la Condición Jurídica y Social de la Mujer de las Naciones Unidas en una iniciativa liderada por Estados Unidos.
 Australia: La ministra de Relaciones Exteriores, Penny Wong, condenó la represión iraní y declaró: "Seguimos apoyando al pueblo de Irán y su derecho a la libertad de expresión y la igualdad para las mujeres y las niñas".
 Bélgica: La ministra de Relaciones Exteriores, Hadja Lahbib, junto con sus colegas políticos Darya Safai y Goedele Liekens, se cortaron el pelo durante un debate en vivo en apoyo de los manifestantes iraníes y declararon que "las mujeres pueden ejercer su derecho a protestar, pero la reacción de las fuerzas de seguridad es desproporcionada"
 Bolivia:  La embajadora boliviana en Irán, Romina Pérez, condenó a los manifestantes como "disturbios recientes en Irán perpetrados por sionistas británicos y estadounidenses". Pérez agregó que "estamos seguros de que todos los problemas se resolverán con la solidaridad, el conocimiento y la comprensión del querido líder de Irán".
 Canadá: La ministra de Relaciones Exteriores, Mélanie Joly, pidió "una investigación completa y completa sobre las acciones del régimen" tras la muerte de Amini.  El 29 de octubre de 2022, el primer ministro Justin Trudeau marchó con manifestantes en Ottawa, donde Trudeau expresó su apoyo a las protestas y a las mujeres iraníes, al tiempo que anunció una ronda de sanciones contra Irán por "violaciones graves y sistemáticas de los derechos humanos
 Chile: El presidente Gabriel Boric pidió a las Naciones Unidas que "movilice esfuerzos para detener la violencia contra las mujeres, ya sea en Irán, en memoria de Mahsa Amini, quien murió a manos de la policía esta semana, o en cualquier parte del mundo" en su discurso del 20 de septiembre.
 España:  España: El Ministerio de Asuntos Exteriores convocó al embajador iraní en Madrid para expresar su "condena absoluta" por la excesiva represión de Irán. La segunda vice primera ministra Yolanda Díaz y la ministra de Igualdad, Irene Montero condenaron las acciones del gobierno de Irán y pidieron a la ONU que investigara la muerte de Mahsa Amini.
 Estados Unidos: Durante su discurso ante la Asamblea General de las Naciones Unidas, el presidente Joe Biden ofreció solidaridad a los manifestantes, implorándoles que "garanticen sus derechos básicos".  El secretario de Estado Antony Blinken tuiteó: "Pedimos al gobierno iraní que ponga fin a su persecución sistemática de las mujeres y permita la protesta pacífica". El asesor de seguridad nacional de Estados Unidos, Jake Sullivan, tuiteó que "la muerte [de Amini] es imperdonable. Seguiremos responsabilizando a los funcionarios iraníes por estos abusos contra los derechos humanos" 
 Francia:La ministra de Asuntos Exteriores, Catherine Colonna, convocó al embajador iraní en París para condenar las acciones del gobierno iraní, que incluyen el arresto de 4 ciudadanos franceses en Irán y la extracción de confesiones forzadas bajo coacción, y anunció el apoyo de Francia a las sanciones de la Unión Europea y la congelación de activos iraníes.
 Israel: El primer ministro Yair Lapid dijo en su discurso ante la Asamblea General de las Naciones Unidas el 22 de septiembre que "los jóvenes iraníes están sufriendo y luchando contra los grilletes del régimen de Irán, y el mundo está en silencio. Gritan pidiendo ayuda en las redes sociales. Pagan por su deseo de vivir una vida de libertad, con sus vidas. El régimen de Irán odia a los judíos, odia a las mujeres, odia a los homosexuales, odia a Occidente. Odian y matan a los musulmanes que piensan diferente, como Salman Rushdie y Mahsa Amini".
 Unión Europea: El Servicio Europeo de Acción Exterior (SEAE) condenó la muerte de Amini en un comunicado y pidió al gobierno iraní que "garantice que se respeten los derechos fundamentales de sus ciudadanos". El 4 de octubre, el jefe de política exterior de la UE, Josep Borrell, dijo que la UE estaba considerando sanciones contra Irán. Para el 7 de octubre, Dinamarca, Francia, Alemania e Italia habían pedido sanciones de la UE contra Irán.

## En la cultura popular

### Música
El 28 de septiembre, Shervin Hajipour lanzó la canción "Baraye" como un video musical que se volvió viral en línea en múltiples plataformas, y fue visto por millones de personas. Hajipour fue arrestado días después, el 4 de octubre, y luego liberado bajo fianza después de eliminar el video original. Varios medios de comunicación lo han llamado "el himno de las protestas". Shahin Najafi lanzó la canción "Hashtadia" ("Los [niños] de los ochenta", es decir, los jóvenes nacidos en la década de 1380 H.S. / el año 2002 en adelante), y otros iraníes que han publicado canciones de con el motivo de apoyar las protestas.

### Deportivo
Tras el arresto del capitán retirado Hossein Mahini algunos miembros del Persépolis FC supuestamente llevaban brazaletes negros en un partido, y luego fueron convocados por la seguridad, según Iran International. En octubre de 2022, los fanáticos del Borussia Dortmund descubrieron pancartas en apoyo de Sarina Esmailzadeh y las mujeres de Irán.
Durante el Campeonato Asiático de Escalada IFSC 2022 celebrado en Seúl a mediados de octubre, el escalador iraní Elnaz Rekabir ecibió atención internacional por competir sin hijab. Regresó a Teherán. Fue recibida como heroína por una multitud que la vitoreaba en el aeropuerto de Teherán, llegando con una gorra de béisbol y una sudadera con capucha. Rekabi declaró que el acto no pretendía ser simbólico, alegando públicamente que había tenido prisa y que su pañuelo se había caído accidentalmente. Organizaciones y activistas de derechos humanos sugirieron que Rekabi había sido coaccionado por las autoridades iraníes. A partir del 21 de octubre de 2022, Rekabi estaba bajo arresto domiciliario según BBC News y France 24, mientras que las autoridades iraníes declararon que Rekabi estaba en su casa porque estaba "en necesidad de descansar.

### Copa del Mundo de la FIFA

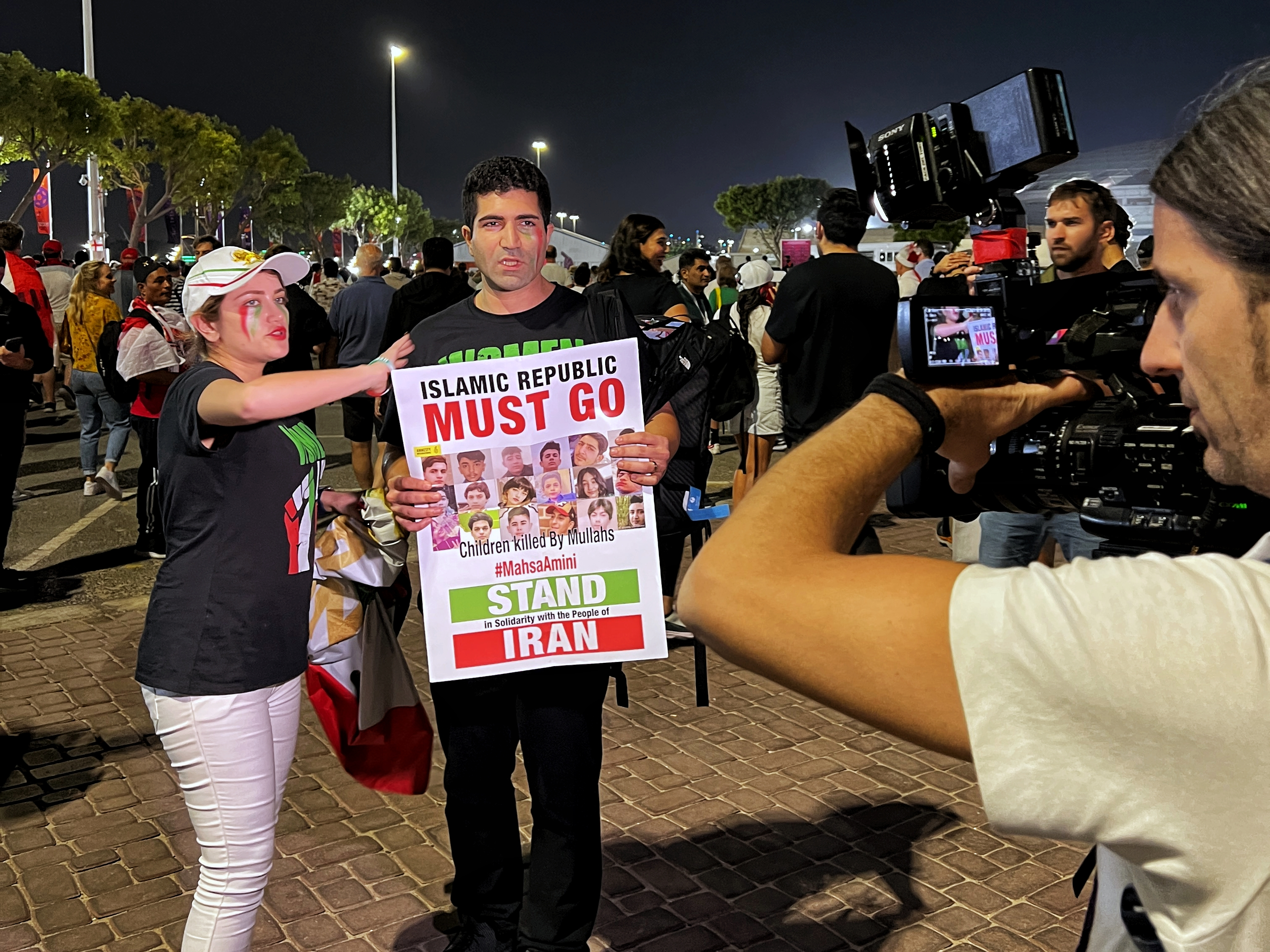
Aficionado iraní sosteniendo una pancarta de protesta durante la Copa del Mundo en Catar.

En octubre de 2022, se hicieron llamamientos para prohibir a la Selección de fútbol de Irán del torneo por el bloqueo del gobierno iraní a las mujeres en sus estadios, el suministro de armas a Rusia durante la invasión de Ucrania y el trato hacia los manifestantes durante la protestas de Mahsa Amini. Desde la revolución iraní de 1979, la presencia de las mujeres en los estadios había sido ilegal hasta octubre de 2019 tras la muerte de Sahar Khodayari, cuando se permitió su entrada después de 40 años para un partido de clasificación para la Copa del Mundo. Sin embargo, en marzo de 2022, se les prohibió nuevamente ingresar al estadio para un partido de clasificatorias, y las autoridades usaron gas pimienta para dispersarlas.
El ex portero de la selección nacional iraní, Sosha Makani, pidió a los fanáticos que boicotearan el evento o crearán eslóganes y cánticos que destaquen la participación del gobierno iraní en la muerte de los manifestantes Nika Shakarami, Hadis Najafi, Asra Panahi y Sarina Esmailzadeh para evitar que el gobierno use imágenes de en las gradas como propaganda, mientras que el ex campeón de lucha libre Sardar Pashaei pidió la prohibición total del equipo nacional hasta que el gobierno dimita. A principios de noviembre, el gobierno de Gales declaró que boicotearía el partido entre su selección y la de Irán correspondiente al Grupo B debido a las mencionadas protestas.
Antes del partido inaugural contra Inglaterra, los jugadores de Irán se negaron a cantar el himno nacional en solidaridad con las protestas por la muerte de Amini, y algunos seguidores iraníes vitorearon a su propio equipo o lo boicotearon como resultado.
En el siguiente partido contra Gales, en medio de los abucheos y silbidos de los seguidores iraníes durante la interpretación del himno nacional, los jugadores fueron filmados cantando el himno nacional, con algunos manifestantes con sus banderas prerrevolucionarias del León y Sol y otras que contenían el eslogan «Mujer, Vida, Libertad» que les arrebataron los hinchas progubernamentales y la seguridad del estadio Ahmad bin Ali. La agencia Reuters informó sobre varios incidentes que involucraron a fanáticos iraníes en este juego, como una fotografía que mostraba a una mujer cuyo rostro estaba pintado con lágrimas de color rojo oscuro sosteniendo una camisa en el aire con «Mahsa Amini - 22». Otra seguidora iraní dijo a Reuters que a sus amigos se les había impedido ingresar al estadio debido a sus esfuerzos por traer camisetas del eslogan «Mujer, Vida, Libertad», pero que ella logró pasar una camiseta a través de la manta de seguridad fuera del estadio. Los manifestantes fueron hostigados por partidarios del gobierno y algunos de ellos fueron detenidos por la policía de Catar, mientras que la seguridad del estadio confirmó que recibieron órdenes de confiscar cualquier cosa menos la bandera de Irán. Manifestantes contra el régimen cubrieron las lentes de las cámaras de seguridad con toallas sanitarias. Un fanático iraní dijo que la policía de Catar insistió en que se lavara las marcas en los brazos y el pecho, que conmemoraban a los que habían sido asesinados por las fuerzas de seguridad de Irán. Los documentos obtenidos por Iran International mostraron que el país estaba coordinando esfuerzos secretos con Catar para controlar quién asiste a la Copa del Mundo y restringir cualquier signo de disidencia.